# یوسکو کرکوویچ
یوسکو کرکوویچ (انگلیسی: Joško Kreković؛ زادهٔ ۱۷ آوریل ۱۹۶۹) بازیکن واترپلو اهل کرواسی است.